# Acuanga
Acuanga (em haúça: Akwanga) é uma cidade e área de governo local da Nigéria situada no estado de Nassaraua. Possui área de 996 quilômetros quadrados e segundo censo de 2006 havia 113 430 habitantes.